# رنه جونز
 رنه جونز (انگلیسی: Renée Jones؛ زادهٔ ۱۵ اکتبر ۱۹۵۸) یک هنرپیشه، و مانکن (فرد) اهل ایالات متحده آمریکا است.
او در فیلم جمعه سیزدهم بازی کرده است.